# Двуречное (Красноярский край)
Двуречное — село в Рыбинском районе Красноярского края России. Административный центр Двуреченского сельсовета.

## История
В 1976 г. Указом Президиума ВС РСФСР деревня фермы № 1 Рыбинского совхоза переименована в деревню Двуречная.

## Население
| 2010 |
| ---- |
| 715  |